# Apologo
L'apologo è un racconto breve e solitamente di carattere allegorico che normalmente si prefigge un fine etico e pedagogico. I suoi protagonisti possono essere animali (spesso antropomorfi o personificati) e più spesso uomini. Poiché questi sono i fini di ogni opera che possa definirsi letteraria, i confini tra la definizione di apologo e quelle di generi letterari affini per brevità e carica allegorica sono spesso labili e sovrapponibili, quando non inestricabili.
L'apologo, che come genere letterario è simile all'exemplum, è stato utilizzato nel medioevo soprattutto in opere a carattere religioso, ed ebbe fortuna in seguito in ambiente umanistico, a seguito della ripresa del motivo favolistico classico. 

## Apologhi famosi
Tra gli apologhi più importanti si possono citare quelli di Leon Battista Alberti. 
Nella letteratura del Seicento si ricordano gli apologhi dialogati del letterato Francisco Manuel de Melo scritti tra gli anni che vanno dal 1654 al 1657 che disquisiscono sulla morte, la vecchiaia e il modo di vivere del tempo.
Altro apologo famoso è quello di Menenio Agrippa che risale al periodo romano e viene riportato da Tito Livio nella sua opera sulla "Storia di Roma", dove si narra la vicenda dei patrizi che riuscirono a convincere i plebei a lasciare il Monte Sacro (o il colle Aventino secondo la tradizione più antica) ponendo così fine alla guerra civile (vedi la rivolta della plebe del 494 a.C.).
Altro apologo famoso è quello di cui si servì Einstein per spiegare gli effetti del viaggio a velocità prossime a quella della luce: presi due gemelli, quello che compie un viaggio a tali velocità dimostra di essere invecchiato più lentamente rispetto colui che vive sulla terra. La storiella spiega in modo esemplare il funzionamento della legge.
Un altro tipo di apologo è Il diavolo e la signorina Prym dello scrittore brasiliano Paulo Coelho.